# Thomas Rabino
 (juin 2012).
Thomas Rabino est un historien et journaliste français né en 1980,.

## Biographie
Il obtient une maîtrise en histoire à l'université de Provence Aix-Marseille I avec un mémoire intitulé André Girard et le réseau Carte, une Résistance à contre-courant. En 2008, il publie son premier ouvrage, Le réseau Carte : Histoire d'un réseau de la Résistance antiallemand, antigaulliste, anticommuniste et anticollaborationniste qui traite d'André Girard et du réseau de résistance Carte. En 2011, il publie son second ouvrage, De la guerre en Amérique : Essai sur la culture de guerre.
Il est considéré comme un historien spécialiste de la Résistance.
En tant que journaliste, il contribue à Marianne,.

## Publications
- Le réseau Carte : Histoire d'un réseau de la Résistance antiallemand, antigaulliste, anticommuniste et anticollaborationniste, Paris, Perrin, 2008, 398 p. (ISBN 978-2-262-02646-2).
- De la guerre en Amérique : Essai sur la culture de guerre, Paris, Perrin, 2011, 535 p. (ISBN 978-2-262-03408-5). Réédition augmentée 2013  (ISBN 9782262042721).
- L'Autre Jean Moulin, Paris, Perrin, 2013, 535 p. (ISBN 978-2-262-03408-5).
- Laure Moulin, Perrin, 2021,  (ISBN 978-2-262-04780-1)[5].